# Hymn Kiribati
Kunan Kiribati lub Teirake kaaini Kiribati (tłum. „Powstań, Kiribati”) – hymn państwowy Kiribati ustanowiony w 1979 roku, do którego tekst i muzykę skomponował Ioteba Uriam. 

## Oryginalny tekst
Kunan Kiribati
Teirake kaaini Kiribati,

Anene ma te kakatonga,

Tauraoi nakon te nwioko,

Ma ni buokia aomata.

Tauaninne n te raoiroi,

Tangiria aoma ta nako.

Tauaninne n te raoiroi,

Tangiria aomata.

Reken te kabaia ma te rau

Ibuakoia kaain abara

Bon reken abara

Bon reken te nano ae banin

Ma te i-tangitangiri naba.

Ma ni wakina te kab'aia,

Ma n neboa abara.

Ma ni wakina te kab'aia,

Ma n neboa abara.

Ti butiko ngkoe Atuara

Kawakinira ao kairika

Nakon taai aika i maira.

Buokira ni baim ae akoi.

Kakabaia ara Tautaeka

Ma ake a makuri iai.

Kakabaia ara Tautaeka

Ma aomata ni bane.

## Wersja angielska
Stand up, Kiribati,

Sing with jubilation,

Prepare to accept responsibility

And to help each other!

Be steadfastly righteous!

Love all our people!

Be steadfastly righteous!

Love all our people!

The attainment of contentment

And peace by our people

Will be achieved when all

Our hearts beat as one,

Love one another!

Promote happiness and unity!

Love one another!

Promote happiness and unity!

We beseech You, O God,

To protect and lead us

In the days to come.

Help us with Your loving hand.

Bless our Government

And all our people!

Bless our Government

And all our people!